# Syngrapha aurosignata
Syngrapha aurosignata är en fjärilsart som beskrevs av Donovan 1808. Syngrapha aurosignata ingår i släktet Syngrapha och familjen nattflyn. Inga underarter finns listade i Catalogue of Life.